# ناطق هاشم
ناطق هاشم (انگلیسی: Natik Hashim؛ ۱۵ ژانویهٔ ۱۹۶۰ – ۲۶ سپتامبر ۲۰۰۴) یک بازیکن فوتبال اهل عراق بود.
وی همچنین در تیم ملی فوتبال عراق بازی کرده است.